# Parc provincial de Shannon Falls
Le parc provincial de Shannon Falls (en anglais : Shannon Falls Provincial Park) est un parc provincial de la Colombie-Britannique, au Canada. Le parc protège la chute d'eau de Shannon Falls haute de 335 mètres.

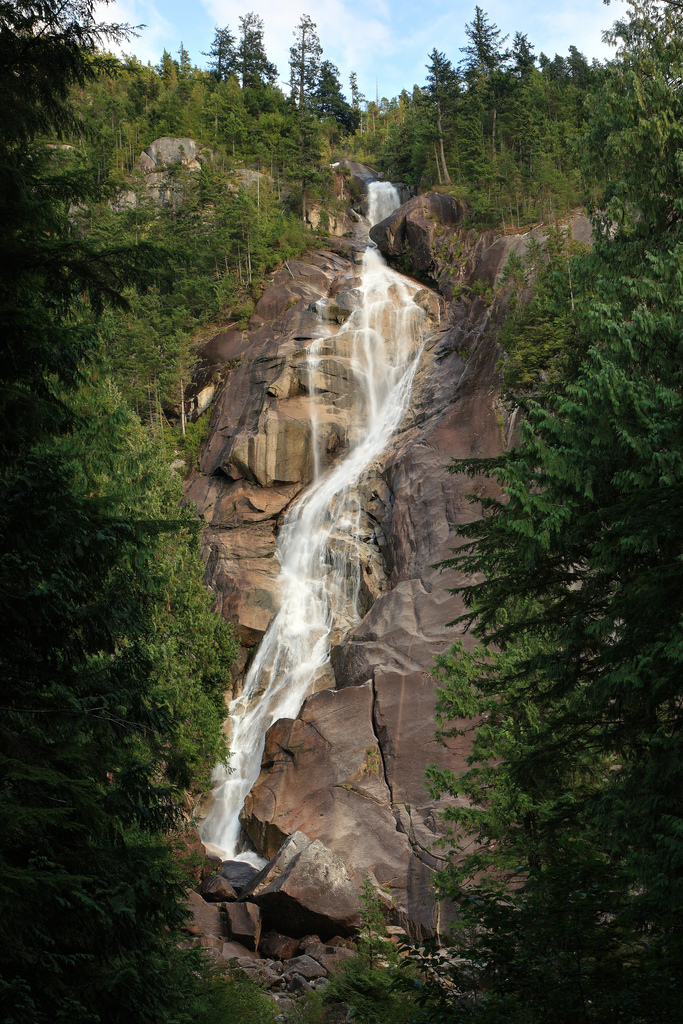
Shannon Falls